# 이리나 비네르
이리나 알렉산드로브나 비네르우스마노바(러시아어: Ири́на Алекса́ндровна Ви́нер-Усма́нова, 1948년 7월 30일 ~ )는 전직 리듬 체조 선수이자, 현재 러시아 리듬 체조 국가 대표팀 수석 코치이다. 남편은 러시아 재벌인 알리셰르 우스마노프이다. 그녀는 유대인이다.

## 경력
이리나 비네르는 1992년부터 러시아 리듬 체조의 수석 코치로 활동하면서, 올림픽이나 세계 선수권, 유니버시아드 같은 각종 대회에서 다수의 메달 리스트를 육성하였다.
- 율리아 바르수코바 (1978년생) (2000년 시드니 올림픽 개인 종합 금메달)
- 야나 바티르시나 (1979년생) (1996년 애틀란타 올림픽 개인 종합 은메달)
- 알리나 카바예바 (1983년생) (2004년 아테네 올림픽 개인 종합 금메달, 2000년 시드니 올림픽 개인 종합 동메달)
- 예브게니야 카나예바 (1990년생) (2008년 베이징 올림픽 개인 종합 금메달, 2012년 런던 올림픽 개인 종합 금메달)[4]
- 다리야 드미트리예바 (1993년생) (2012년 런던 올림픽 개인 종합 은메달)
- 마르가리타 마문 (1995년생) (2016년 리우 올림픽 개인 종합 금메달)
- 야나 쿠드럅체바 (1997년생) (2016년 리우 올림픽 개인 종합 은메달)